# Elaeocarpus beccarii
Espèce
Synonymes
- Elaeocarpus oxyadenius Warb.[1]

Elaeocarpus beccarii est une espèce de plantes de la famille des Elaeocarpaceae.

## Liste des sous-espèces
Selon Catalogue of Life (10 avril 2019) :
- sous-espèce Elaeocarpus beccarii subsp. beccarii
- sous-espèce Elaeocarpus beccarii subsp. nitens
- sous-espèce Elaeocarpus beccarii subsp. sumatrana

Selon The Plant List (10 avril 2019) :
- sous-espèce Elaeocarpus beccarii subsp. nitens (R.Knuth) Weibel

Selon Tropicos (10 avril 2019) (Attention liste brute contenant possiblement des synonymes) :
- sous-espèce Elaeocarpus beccarii subsp. nitens (R. Knuth) Weibel
- sous-espèce Elaeocarpus beccarii subsp. sumatrana Weibel

## Publication originale
- Bulletin de l'Herbier Boissier, sér. 2, 3: 367. 1903.